# Хермоген (архитект)
Хермоген (края на III – началото на II в. Пр. Хр.) 220 – 190 пр.н.е.) е древногръцки архитект, един от пионерите на йонийския ордер. Известен като „Хермоген от Алабанда“. Според някои източници той е дошъл от карийския град Алабанда , според други от Приен в Йония
Информация за Хермоген достига до нас благодарение на трактата „Десет книги за архитектурата“ на римския архитект Витрувий, който е живял през I век пр. Хр.
На Хермоген се приписва авторството на:
- Застрояването по план на йонийския град Магнезия на Меандър и в частност изграждането на двата храма:
- Храм на Артемида Левкофрини (на старогръцки: Λευκόφρυς – „Беловежда“) в Магнезия на Меандър. В този храм Хермоген за пръв път въплъщава нова архитектурна формула – псевдодиптер: сграда, оградена от двойна колонада, а вътрешният ред колони е наполовина скрит в стената на сградата. По-късно псевдодиптерът е широко заимстван и използван от римляните.
- Храм на Зевс Сосиполис (на старогръцки: Σωσιπόλιδος – „Защитник на града“) в Магнезия на Меандър. Фасадата на храма е изложена в Пергамския музей в Берлин.
- Храмът на Дионис в Теос – най-големият храм на Дионис, построен в античния период (размерът на стилобата – горната част на основата на храма – е 18,5 × 35 метра)

Според Витрувий, Хермоген оставя след себе си писмени трудове за архитектурата , които не достигат до нашето време.